# Kočka šedá
Kočka šedá (Felis bieti) obývá horské oblasti severovýchodní části Tibetské náhorní plošiny, v nadmořských výškách 2500–5000 m. Jedná se o jeden z nejméně známých druhů kočkovitých šelem.

## Vzhled
- Hmotnost: 6 až 9 kg
- Délka: 68–84 cm + 29–36 cm délka ocasu

Jsou to zavalité kočky, podstatně větší než běžná kočka domácí. V zimě mají žlutošedou srst, v létě jsou tmavohnědé. Srst je dlouhá, hustá a má silnou podsadu. Uším vyrůstají na černých koncích štětinky. Na hřbetě a končetinách mají tmavší vodorovné pruhy. Spodní část těla je zbarvena světleji. Tlustý ocas má černé proužky a špičku.

## Rozšíření a početnost
Kočky šedé žijí jen v západní Číně, při severním a severovýchodním okraji Tibetské náhorní plošiny. Vyhledávají travnaté oblasti, křoviny nebo okraje lesů. Přesné početní stavy kočky šedé nejsou známy, nicméně odhad hovoří o asi 10 000 jedincích.

## Biologie
Jsou to samotářská zvířata, aktivní hlavně v noci. V přírodě loví hlavně během soumraku a svítání. Během dne odpočívají v norách umístěných na jižních svazích. Nory samic bývají hlubší.
Páří se od ledna do března, 2–4 koťata se rodí v květnu. Osamostatní se v 6–7 měsících.
Hlavní potravou koček šedých jsou hraboši a pišťuchy (piky). Loví i ptáky, například bažanty.

## Ohrožení
Kočka šedá je endemický druh žijící jen na relativně malém území v Číně. V minulosti byla lovena pro kožešinu, v současnosti je v Číně chráněná. Také trpí ztrátou svého přirozeného prostředí vlivem přelidnění oblastí, ve kterých žije. V neposlední řadě její stavy poklesly kvůli trávení pik, které jsou v Číně považovány za škodlivý druh, konkurující pasoucímu se dobytku. Piky tvoří důležitou součást jídelníčku koček šedých. Jed použitý k otrávení pik často zabil i kočku, která piku pozřela.
Kočka šedá je jedna z nejméně známých kočkovitých šelem.